# Wirex
WIREX — британская финтех-компания с лицензией финансового регулятора FCA. Основным продуктом компании является платформа для онлайн-банкинга, которая позволяет клиентам осуществлять переводы и обменные операции в криптовалюте и традиционных валютах.

Офисы компании базируются в Лондоне, Атланте, Далласе, Сингапуре, а R&D центр расположен в Украине. В украинском центре инноваций и разработки более 250 IT-специалистов, его руководитель — Руслан Колодяжный, CTO Wirex.

## История
Wirex была основана в 2014 году бизнесменами и выходцами из финансового сектора Павлом Матвеевым и Дмитрием Лазаричевым.
В 2015 году Wirex выпустила первую в мире платежную карту, которая объединила цифровые и традиционные валюты с возможностью использования мультивалютных счетов, денежных переводов и обменных операций.
В 2016 году был открыт собственный R&D-центр в Украине и WIREX продолжила инвестировать ресурсы в технологии, безопасность и соответствие требованиям регуляторов.
В 2018 году Wirex стала третьей финтех-компанией, работающей с цифровыми активами, которая получила лицензию британского финансового регулятора FCA
В августе 2019 года Wirex Card получила членство Типа II Японской ассоциации обмена виртуальной валютой (JVCEA). Это была восьмая компания по оказанию финансовых услуг, получившая членство в данной ассоциации.
В том же году компания запустила собственный токен — Wirex Token (WXT), который торгуется на глобальных криптобиржах таких как KuCoin, Gate.io, Huobi.
В настоящее время картами Wirex MasterCard и Visa пользуются более 4,5 млн пользователей в 130 странах мира.

## Инвестиции
В 2017 году Wirex получила $3 млн инвестиций от японского холдинга SBI Group.
В 2019 году Wirex привлекла $3 млн через IEO токена WXT.
В 2020 году Wirex привлекла $4,28 млн (£3,16 млн) из-за краудфандинга.
В 2021 году Wirex привлекла $15 млн промежуточных инвестиций от стратегического инвестора.

## DeFi Сервисы
Учитывая развитие концепта метавселенной, в течение 2021 года Wirex расширила свою линейку продуктов, чтобы обеспечить пользователям массовый доступ к DeFi-приложениям.
Были запущены X-Accounts — накопительные криптовалютные счета на базе децентрализованных финансовых приложений (DeFi), которые позволяют заработать до 16 % сложных процентов на выбранные валюты в год. Расчет происходит ежедневно, а выплаты — еженедельно, без каких-либо дополнительных комиссий и сборов. Кроме того, у клиентов есть возможность получать проценты в WXT — внутренней криптовалюте Wirex..
Также компания запустила некастодиальный криптовалютный кошелёк Wirex Wallet и стала партнером с Nereus, провайдером децентрализованного рынка ликвидности.

## Схылки
Официальный сайт: https://wirexapp.com/